# Fat Old Sun
Fat Old Sun – ballada rockowa brytyjskiego zespołu Pink Floyd, pochodząca z płyty Atom Heart Mother, napisana oraz zaśpiewana przez gitarzystę Davida Gilmoura.

## Kompozycja
Fat Old Sun jest utrzymana w stylu folk rock. W utworze występuje zmiana tonacji z G-dur na d-moll. Całość kończy gitarowe solo. W nagraniu studyjnym wzięli udział tylko dwaj muzycy zespołu: gitarzysta David Gilmour i klawiszowiec Richard Wright. Gilmour nagrał wokal, gitary, bas oraz perkusję, natomiast Wright instrumenty klawiszowe.

## Wersje koncertowe
Piosenka była wykonywana przez zespół na koncertach na początku lat 70. również przed wydaniem płyty Atom Heart Mother. Wersje koncertowe miały bardziej rozbudowane sekcje instrumentalne niż wersja studyjna, były o wiele dłuższe. David Gilmour grał ten utwór również w swoich trasach solowych w latach 2001–2002 oraz w roku 2006.